# Közönséges medvemaki
A közönséges medvemaki (Arctocebus calabarensis) lajhármakifélék családjába tartozó, Nyugat-Afrikában honos főemlősfaj.

## Megjelenése

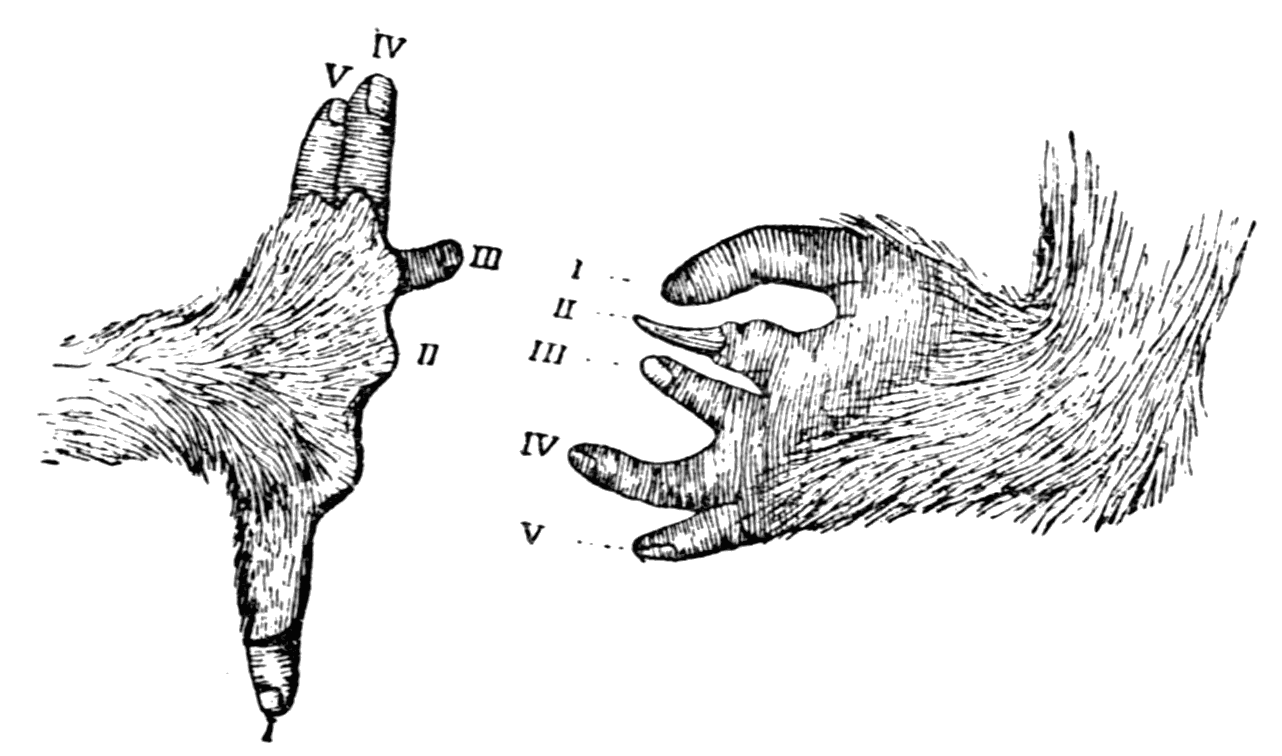
A medvemaki kéz- és lábfeje

A közönséges medvemaki kis termetű félmajom, testhossza 23–30 cm között változik, ehhez járul még rövidke, 4–10 cm-es farka. Testsúlya 266-465 gramm között lehet. Mutatóujja jóval rövidebb a többi ujjánál. Hátsó lábainak második ujja speciálisan módosult és az állat szőrzete ápolására, fésülésére használja. Fülei szőrtelenek és kezei és lábfejei is csak ritkásan szőrösek.
Bundája a hátán barna, narancsbarna vagy sárgásbarna; hasán fehéres vagy sárgás. Szemei között és orrán végighúzódva jellegzetes fehér sáv látható. 

## Előfordulása
Nyugat-Afrikában honos, Nigéria és Kamerun határán. Latin nevét Calabar nigériai városról kapta.
A sűrű trópusi őserdők és másodlagos erdők lakója. A lombkoronaszint alján és az aljnövényzet szintjében mozog, idejének többségében a talajtól legfeljebb 5 méternyi távolságra. Kimerészkedhet a mezőgazdasági ültetvényekre is. 

## Életmódja

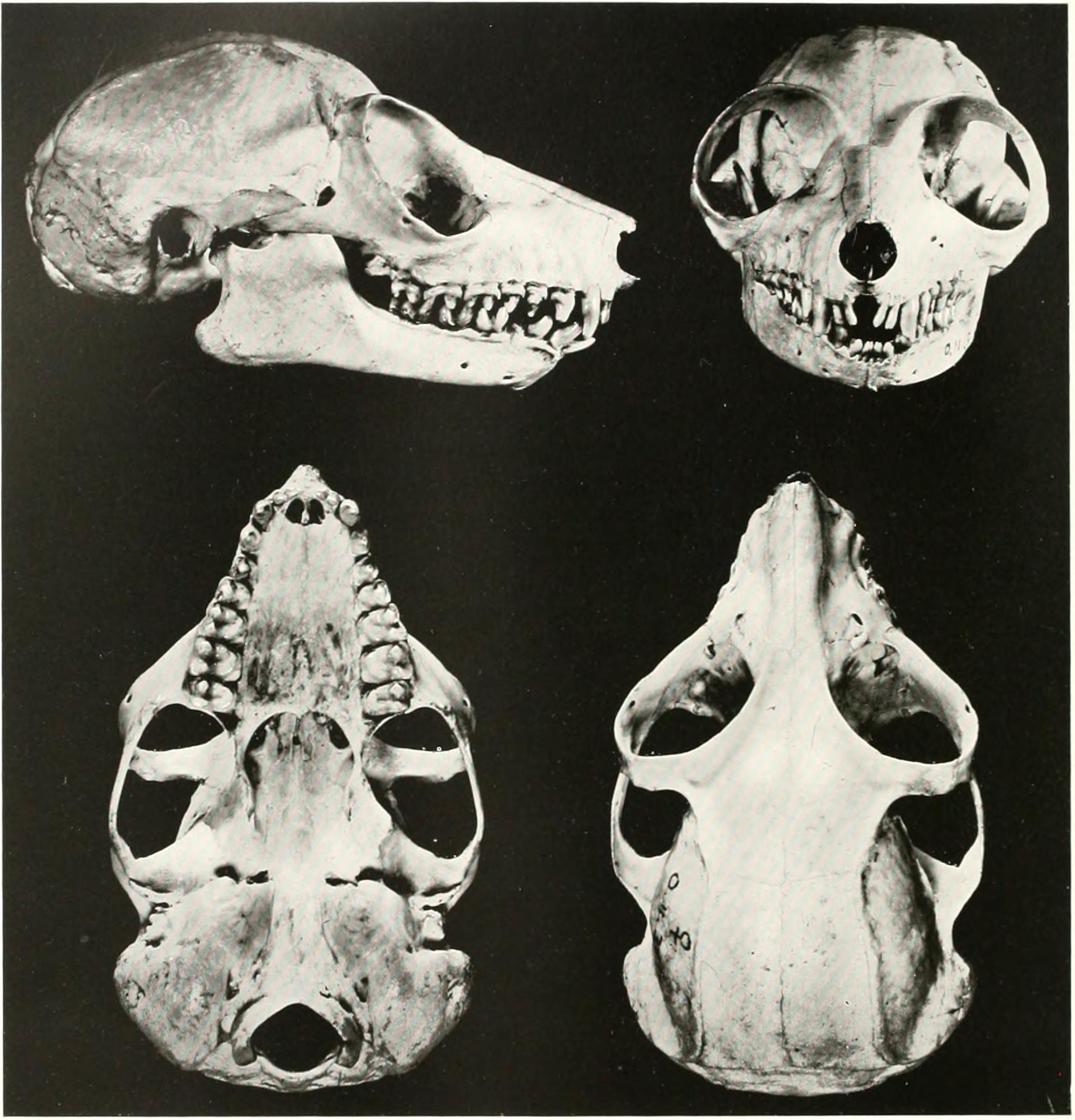
A közönséges medvemaki koponyája

A medvemakik magányos életmódot folytatnak, egyedül alszanak és járnak élelem után. A hímek területe 2-3 nőstényével is átfed. Az ágak között mind a négy végtagjával kapaszkodva mozog. Ujjai úgy módosultak, hogy erős hüvelykujját és többi ujját szembefordítva szilárdan meg tudja fogni az ágakat. Éjjel aktívak, nappalra a sűrű lombok között bújnak meg.
Elsősorban rovarokkal táplálkoznak. Főleg hernyókat, kisebb mértékben bogarakat, hangyákat, tücsköket, lepkéket esznek. Mielőtt  a szájába venné, a medvemaki gondosan megsodorja a hernyót a tenyerében, hogy letördelje róla a szőröket. Ezenkívül megeszik a gyümölcsöket és a famézgát is. Általában lassan mozognak, de megfigyelték, hogy hirtelen hátsó lábaira ágaskodva elkapja a lepkéket.
A medvemakikra kisragadozó emlősök, ragadozó madarak vadásznak. Utóbbiak miatt igyekszik a fák alsó szintjein maradni. Ha veszélyben érzi magát összegömbölyödik és orrát a hóna alá dugja. Ha megtámadják, igyekszik a támadó orrába harapni, amit aztán el sem enged. 

### Szaporodása
A párzási időszak a száraz évszak közepén kezdődik és az esős évszak beköszöntéig tart. A hímek a szomszédos territóriumok nőstényeivel párzanak; eközben mindketten lefelé lógnak egy ágról. A vemhesség 131-136 napig tart. A nőstények évente kétszer is vemhesek lehetnek. A nőstények egy utódot hoznak a világra. A kölyök nyitott szemmel születik és négyhónapos koráig anyja hasára kapaszkodva él. Három-négy hónapos korukig szopnak, majd ezután átköltöznek anyjuk hátára. Fél évesen válnak önállóvá és kb. másfél évesen lesznek ivarérettek.
A medvemakik a vadonban 12-15 évig, fogságban 18-20 évig élnek. 

## Természetvédelmi helyzete
A közönséges medvemaki előfordulása szigetszerű, helyenként akár gyakori is lehet, de élőhelyként sűrű erdőt kíván, ezért az erdőirtás miatt populációi fragmentáltak. Visszahúzódó, éjjeli életmódja miatt létszámát nehéz megbecsülni. A Természetvédelmi Világszövetség Vörös listáján nem veszélyeztetett státusszal szerepel, valamint megtalálható a washingtoni egyezmény (CITES) II. mellékletében, vagyis kereskedelme korlátozott.